# Lilia Gourova
Pour les articles homonymes, voir Gourova.
Lilia Ivanovna Gourova (en russe : Лилия Ивановна Гурова), née le 8 septembre 1931 dans le raïon de Doljansky en URSS est une actrice soviétique et russe.

## Biographie
Liya Ionovna Gurova naît le 8 septembre 1931 dans le village Grachevka dans l'actuelle oblast d'Orel. Sous occupation allemande lors de la Grande Guerre patriotique, ses prénom est patronyme ayant une connotation juive furent changés par les parents, elle s'appellera désormais Lilia.
En 1952-1957, elle étudie au VGIK, dans l'atelier de Yuli Raizman. Sa carrière cinématographique commence en 1955 alors qu'elle est encore étudiante, dans le film Une leçon de vie, sous la direction de Youli Raizman ,. Diplômee, elle intègre la troupe du Théâtre national d'acteur de cinéma où elle travaille jusqu'en 1990. Elle tourne régulièrement dans les films du studio Lenfilm.Elle travaille également dans le doublage.

## Vie privée
Lilia Gourov a épousé l'acteur Nikolaï Krioukov en 1960. Ils vivent ensemble pendant 33 ans. Après la mort de son mari en 1993, Lilia Gurova vit pendant dix ans avec sa mère dans une datcha de la banlieue de Saint-Pétersbourg. En 2004, après le décès de sa mère, elle retourne à Saint-Pétersbourg renoue avec la profession.

## Filmographie partielle
- 1955 : Une leçon de vie (Урок жизни, Urok jizni)
- 1959 : Sous le bruit des roues (Под стук колёс) ;
- 1960 : Le Ciel de la Baltique ;
- 1964 : Tsari[3] ;
- 1966 : Dans la ville de S ;
- 1971 : Dauria ;
- 1974 : L'Oiseau de bronze ;
- 1975 : Pamiat (Mémoire, Память).
- Les Rues aux lampadaires cassés, série à la télévision dans la saison huit ;
- 2013 : Une longue vie heureuse.